# Upravljanje kliničkim podacima
Upravljanje kliničkim podacima ( eng. CDM - clinical data management) presudan je proces u kliničkim istraživanjima koji dovodi do generiranja visokokvalitetnih, pouzdanih i statistički ispravnih podataka iz kliničkih ispitivanja. Upravljanje kliničkim podacima osigurava prikupljanje, integraciju i dostupnost podataka uz odgovarajuću kvalitetu i cijenu. Također podržava provođenje, upravljanje i analizu studija iz čitavog spektra kliničkih istraživanja kako ih je definirao Nacionalni institut za zdravstvo (NIH). Krajnji cilj upravljanja kliničkim podacima jest osigurati da podaci dobro potkrijepe zaključke proistekle iz istraživanja. Postizanje ovog cilja štiti javno zdravlje te povjerenje u terapiju iznijetu na tržište.

## Uloga menadžera kliničkih podataka u kliničkom ispitivanju
Profil posla prihvatljiv u upravljanju kliničkim podacima: klinički istraživač, klinički istraživač, koordinator kliničkog istraživanja itd. Voditelj kliničkih podataka igra ključnu ulogu u oblikovanju i provođenju kliničkog ispitivanja. Podaci prikupljeni tijekom kliničkog ispitivanja osnova su naknadne analize sigurnosti i djelotvornosti koja zauzvrat pokreće donošenje odluka o daljnjem razvoju proizvoda u farmaceutskoj industriji. Menadžer kliničkih podataka uključen je u rane rasprave o mogućnostima prikupljanja podataka, te potom nadgleda razvoj alata za prikupljanje podataka na temelju protokola kliničkog ispitivanja. Kad započne uključivanje ispitanika, menadžer kliničkih podataka osigurava prikupljanje, provjeru valjanosti, cjelovitost i dosljednost podataka. Menadžer kliničkih podataka uspostavlja vezu s drugim davateljima podataka (npr. središnji laboratorij koji obrađuje uzorke krvi prikupljene u sklopu kliničkog istraživanja), osigurava da se takvi podaci prenose sigurno, te da su u skladu s ostalim podacima prikupljenim u kliničkom ispitivanju. Po završetku kliničkog ispitivanja, upravitelj kliničkih podataka osigurava da su uistinu prikupljeni svi podaci koje je trebalo prikupiti i da su sve aktivnosti upravljanja podacima dovršene. U ovoj su fazi podaci proglašeni konačnim (terminologija se razlikuje, ali uobičajeni su opisi "zaključavanje baze podataka" i "zamrzavanje baze podataka"), a menadžer kliničkih podataka prenosi podatke dalje, na statističku analizu.
Standardni operativni postupci (SOP) opisuju postupak koji se treba slijediti u provođenju aktivnosti upravljanja podacima i podržavaju obvezu poštovanja važećih zakona i smjernica (npr. ICH GCP i 21CFR, dio 11 ) u vođenju aktivnosti upravljanja podacima.

## Plan upravljanja podacima
Plan upravljanja podacima opisuje aktivnosti koje će se provoditi tijekom obrade podataka. Ključne teme koje treba pokriti uključuju SOP-ove koje treba slijediti, sustav za upravljanje kliničkim podacima koji se koristi, opis izvora podataka, procese rukovanja podacima, formate i procese prijenosa podataka, te sve postupke kontrole kvalitete koji se pri tome primjenjuju.

## Dizajn obrasca izvještaja o slučaju
Obrazac izvješća o slučaju (eng. CRF - case report form) jest alat za prikupljanje podataka za kliničko ispitivanje. Može biti papirnati ili elektronički. CRF-ovi na papiru se tiskaju, često na samokopirnom papiru, i dopremaju na lokaciju gdje se provodi kliničko ispitivanje radi popunjavanja podacima. Ispunjeni CRF-ovi vraćaju se na lokaciju gdje se upravlja podacima. Elektronički CRF-ovi omogućuju unos podataka izravno u polja pomoću računala i elektronički prijenos tamo gdje se upravlja podacima. 
Dizajn CRF-a mora uzeti u obzir koje su to informacije potrebne za prikupljanje prema protokolu kliničkog ispitivanja i namijenjene uključivanju u statističku analizu. Gdje je moguće, standardne stranice s CRF-om mogu se ponovno koristiti za prikupljanje podataka što je uobičajeno u većini kliničkih ispitivanja, npr. kad se radi o demografskim podacima ispitanika.  
Osim dizajna CRF-a, elektronički dizajn pokusa također uključuje programiranje provjere uređivanja. Provjere uređivanja koriste se za odašiljanje poruke upita kada se unose nesukladni podaci, za mapiranje određenih podatkovnih točaka iz jednog CRF-a u drugi, za izračunavanje određenih polja kao što su dob ispitanika, indeks tjelesne mase itd. 
Provjere uređivanja pomažu istraživačima da unose prave podatke odmah u trenutku upisa, a pomažu i u poboljšanju kvalitete podataka kliničkog ispitivanja. 

## Dizajn i izrada baze podataka
Kod kliničkih ispitivanja koja koriste elektronički dizajn, baze podataka CRF-a i dizajn CRF-a usko su povezani. Elektronički CRF omogućuje unos podataka u temeljnu relacijsku bazu podataka. Za kliničko ispitivanje na papirnatom CRF-u relacijska baza podataka gradi se odvojeno. U oba slučaja relacijska baza podataka omogućuje unos svih podataka zabilježenih na CRF-u.

### Kompjuterizirani sustav validacije
Svi računalni sustavi koji se koriste u obradi i upravljanju podacima iz kliničkih ispitivanja moraju proći provjeru valjanosti kako bi se osiguralo da rade kako je predviđeno, te da bi se rezultati mogli reproducirati.

### CDISC
Konzorcij za standarde razmjene kliničkih podataka (eng. CDISC - The Clinical Data Interchange Standards Consortium) vodi razvoj globalnih, o sustavu neovisnih standarda podataka koji se danas često koriste kao temeljne strukture podataka za podatke kliničkih ispitivanja. Oni opisuju parametre kao što su naziv, duljina i format svakog podatkovnog polja (varijable) u relacijskoj bazi podataka.

## Pravila provjere valjanosti
Pravila provjere valjanosti su unaprijed definirane elektroničke provjere koje osiguravaju cjelovitost i dosljednost podataka kliničkog ispitivanja.

## Ispitivanje prihvaćanja korisnika
Jednom kada se izgradi elektronički CRF (eCRF), menadžer kliničkih podataka (i drugi dionici prema potrebi) provodi testiranje prihvaćanja korisnika (eng. UAT - user acceptance testing). Ispitivač unosi podatke o ispitivanju u e-CRF i bilježi funkcionira li kako je predviđeno. UAT se izvodi dok se ne riješe svi problemi koji se eventualno pronađu.

## Unos podataka
Kada se koristi elektronički CRF, unos podataka vrši se na mjestu istraživanja, gdje kliničko ispitivanje provodi lolalno osoblje kojemu je za to odobren odgovarajući pristup.
Kada se koristi papirnati CRF, stranice unose operateri za unos podataka. Najbolja je praksa da iza prvog prolaska unosa podataka odmah slijedi drugi prolazak ili pak korak provjere koju obavlja neovisni operater. Sve razlike između prvog i drugog prolaska mogu se riješiti tako da uneseni podaci istinski odražavaju one zabilježene na CRF-u. Kada operater nije u stanju pročitati unos (npr. zbog nečitkog rukopisa), treba obavijestiti upravitelja kliničkih podataka kako bi se unos mogao razjasniti s osobom koja je završila CRF.

## Provjera valjanosti podataka
Provjera valjanosti podataka je primjena pravila provjere valjanosti podataka. Za elektroničke CRF-ove pravila provjere valjanosti mogu se primijeniti u stvarnom vremenu na mjestu ulaska. I dalje će biti potrebna izvanmrežna provjera valjanosti (npr. za unakrsne provjere između vrsta podataka).